# Louhisaari (ö i Norra Savolax, Kuopio, lat 63,25, long 28,20)
Louhisaari är en ö i Finland. Den ligger i sjön Syväri och i kommunen Kuopio i den ekonomiska regionen  Kuopio ekonomiska region  och landskapet Norra Savolax, i den centrala delen av landet, 400 km nordost om huvudstaden Helsingfors. Öns area är 12,3 hektar och dess största längd är 0,9 kilometer i nord-sydlig riktning.